# 欧努勒福孔
欧努勒福孔（法語：Aunou-le-Faucon，法語發音：[onu lə fokɔ̃] ⓘ）是法国奥恩省的一个市镇，位于该省中部，属于阿让唐区。

## 地理
欧努勒福孔（48°43'19"N, 0°2'53"E）面积6.69 平方千米，位于法国诺曼底大区奧恩省，该省份为法国西北部内陆省份，北起顺时针与卡爾瓦多斯省、厄尔省、厄尔-卢瓦省、萨尔特省、马耶讷省和芒什省接壤。
与欧努勒福孔接壤的市镇（或旧市镇、城区）包括：阿尔默内什、布瓦塞拉朗德、奥恩河畔瑞维尼、赛镇、欧日地区古费恩。

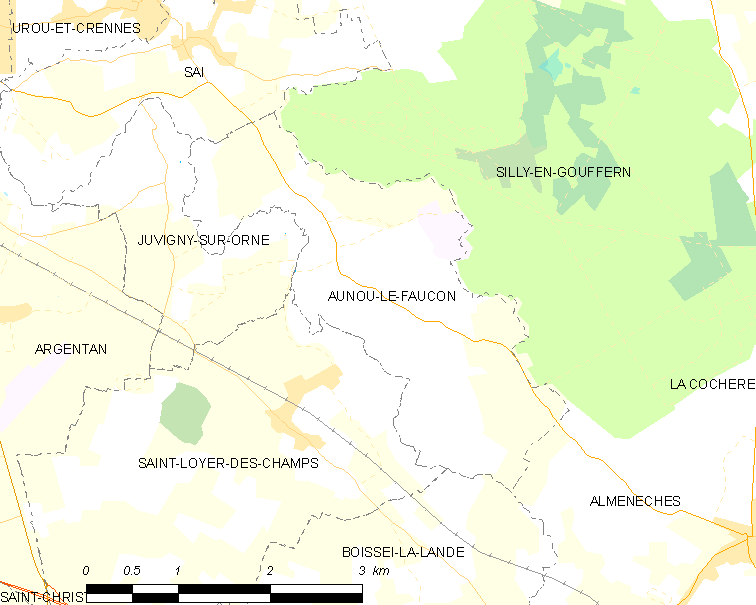
欧努勒福孔的OSM定位图

欧努勒福孔的时区为UTC+01:00、UTC+02:00（夏令时）。

## 行政
欧努勒福孔的邮政编码为61200，INSEE市镇编码为61014。

## 政治
欧努勒福孔所属的省级选区为阿让唐第一县。

## 人口

1962-2008年间欧努勒福孔人口变化图示

欧努勒福孔于2022年1月1日时的人口数量为247人。